# Franciscus de Paula Cardell
Franciscus de Paula Cardell (též jako Franz Cardell; 1717 Praha – 6. ledna 1768 Trident) byl český jezuita a profesor filosofie.

## Život
Roku 1733 vstoupil do jezuitského řádu. Na univerzitě v Olomouci byl profesorem filosofie a etiky. Dva roky působil jako zpovědník v Loretě. Přes 16 let byl učitelem královských dětí v Neapoli. Zemřel na zpáteční cestě z Neapole v Tridentu 6. ledna 1768.

## Dílo
- Vis Attractiva Magnetis : Scholastica Methodo Pertractata / Operâ, ac Studiô P. Francisci de Paula Cardell Societatis Jesu, AA. LL. & Philosophiae Doctoris, ejusdémque in Alma Caesarea, Regia, ac Episcopali Universitate Olomucensi in Annum II. Professoris Regii, Publici, ac Ordinarii. Olomucii in Metropoli Moraviae : Francisci Antonii Hirnle, 1750.
- Com[m]entarius In Universam Philosophiam Peripateticam In Alma Caesarea Regia ac Episcopali Universitate Olomucensi ad faciliorem Studentium Philosophorum captum Accomodatus Et in Publicis praelectionibus Dictatus Ab Admodum Reverendo Religioso nec non Doctissimo Patre P. Francisco Cardell AA. LL. et Philosophiae Doctore In praenominata Universitate Professore Regio, Publico, ac Ordinario. (rukopis uložen v Moravské zemské knihovně, sig. RKP-0843.422[nedostupný zdroj])